# بيتر هوي
بيتر هوي (بالإنجليزية: Peter Hoy) هو لاعب كرة قاعدة أمريكي، ولد في 29 يونيو 1966 في سانت بول في الولايات المتحدة.

## وصلات خارجية
- بيتر هوي على موقعبيزبول رفرنس.كوم (الدوري الرئيسي) (الإنجليزية)
- بيتر هوي على موقع اللجنة الأولمبية الكندية (الإنجليزية)